# Jay Edwards
Pour les articles homonymes, voir Edwards.
Jay Edwards, né le 3 janvier 1969, à Muncie, en Indiana, est un ancien joueur américain de basket-ball. Il évolue au poste d'arrière.

## Palmarès
- Joueur de l'année de la conférence Big Ten 1989
- Champion USBL 1995
- All-USBL First Team 1992